# Trapt (álbum)
Trapt é o álbum de estúdio de estréia do Trapt banda de rock. Com três singles de sucesso, o álbum subiu para # 42 no 200 de álbuns da Billboard de vendas. Foi certificado ouro pela RIAA em 15 maio de 2003 depois de platina em 24 de novembro do mesmo ano, tornando-Trapt de álbum mais bem sucedido até à data. Em 2005, o álbum vendeu 1,5 milhões de cópias no UStrapt

## Lista
1. "Headstrong" – 4:46
2. "Made of Glass" – 3:30
3. "Hollowman" – 5:03
4. "These Walls" – 4:06
5. "Still Frame" – 4:31
6. "Echo" – 4:12
7. "The Game" – 5:05
8. "When All Is Said and Done" – 4:16
9. "Enigma" – 4:42
10. "Stories" – 3:56
11. "New Beginning" – 9:13

## Membros
- Chris Brown - vocais, guitarra rítmica
- Simon Ormandy - guitarra líder
- Pete Charell - baixo
- Aaron 'Monty' Montgomery - bateria, percussão